# اوا کاسپژیک
اِوا کاسپژیک (لهستانی: Ewa Kasprzyk؛ زادهٔ ۱ ژانویهٔ ۱۹۵۷) بازیگر اهل لهستان است. او در سال ۱۹۹۶ برندهٔ صلیب نقره‌ای شایستگی لهستان و در سال ۲۰۰۰ برنده جایزه بهترین بازیگر زن در جشنواره فیلم گدنیا شد. او همچنین بابت بازی در فیلم خرده‌دهقانان (۲۰۲۳)، نامزد دریافت جایزه آکادمی سینمای لهستان برای بهترین بازیگر نقش مکمل زن شد.
در سال ۱۹۸۶، کاسپژیک با یژی برناتوویچ ازدواج کرد و تا زمان طلاقشان در سال ۲۰۱۹، در یک رابطه باز و آزاد زندگی کرد. کاسپژیک از حقوق جامعه ال‌جی‌بی‌تی در لهستان حمایت می‌کند.
از فیلم‌ها یا مجموعه‌های تلویزیونی که وی در آن‌ها نقش داشته است، می‌توان به کمیسر ماما، خرده‌دهقانان، فرصت دوباره، سیاست، یک‌راست به دل، زنجیره احساسات، اجاره‌نشین‌ها، قانون حقیقی، ع چون عشق، ماگدا ام.، ۳۶۵ روز: امروز، ۳۶۵ روز آینده و دوستان اشاره نمود.